# Гончарук, Олег Романович
Олег Романович Гончарук (укр. Олег Романович Гончарук; род. 31 января 1968, Калуш, Ивано-Франковская область, УССР, СССР) — украинский предприниматель и политический деятель. С 9 сентября 2014 по 11 июня 2019 года — председатель Ивано-Франковской областной государственной администрации. Депутат Ивано-Франковского городского совета.

## Биография
Закончил Ивано-Франковский институт нефти и газа по специальности «Сооружение нефтепроводов». Инженер.
В 1997 году основал ООО «Лигос», и является его генеральным директором. Компания занимается изготовлением хлебобулочных и кондитерских изделий. 
Олег Гончарук, как бизнесмен, прошел путь от владельца небольших продовольственных магазинов до основателя одного из мощнейших предприятий по производству круассанов «Лигос», входящего в пятерку крупнейших в Украине. На предприятии было создано около 500 рабочих мест.
С июня 2014 года является руководителем Ивано-франковского отделения Украинского Союза промышленников и предпринимателей.

## Политическая карьера
Является депутатом Ивано-Франковского городского совета по 13 мажоритарному округу, член фракции «Фронт перемен».
9 сентября 2014 года указом президента Украины Петра Порошенко назначен главой Ивано-Франковской областной государственной администрации (ОГА), сменил на этом посту Андрея Троценко. 11 июня 2019 года Гончарука на должности председателя Ивано-Франковской областной государственной администрации сменила Мария Савка.
24 сентября 2014 года Олег Гончарук объявил, что он и его семья больше не имеет отношения к фирме «Лигос». Тем самым он исполняет требования украинского законодательства, запрещающего совмещать должность такого уровня с занятием бизнесом.
С 1 июня 2019 года по сегодняшний день — доцент кафедры публичного управления и администрирования Института гуманитарной подготовки и государственного управления Ивано-Франковского национального технического университета нефти и газа.
В сентябре 2021 года после подписания меморандума о сотрудничестве между «Платформой общин» и политической партией «Украинская Стратегия Гройсмана» Олег Гончарук стал заместителем председателя «Украинской Стратегии Гройсмана».

## Семья
Женат, есть дочь.